# حلب (إيران)
حلب هي مدينة إيرانية صغيرة، تقع في مقاطعة إيجرود التي هي إحدى مقاطعات محافظة زنجان، وقد بلغ عدد سكانها 829 نسمة وفقاً لإحصائية عام 2006 م يتوزعون على مئتين وثمانية عشر عائلة. وسكان حلب كبقية مدن محافظة زنجان من الأقلية الآذرية، ويتحدثون اللغتين الأذرية والفارسية.